# 彰化縣員林市員林國民小學
彰化縣員林市員林國民小學，為位於彰化縣員林市境內的一所小學。

## 沿革
1898年11月18日創校，同年12月15日設立，定名員林公學校，假當地廣寧宮（王爺宮）為校舍。
1. 第一次遷校：自創校之後，鄰近鄉村子弟均來此就讀，學生日增，班級數資至五班，教室不夠使用，因此，於現在本鎮員林鎮農會一帶（員林街六十一番地），重建木造正式教室五間，於5月21日遷校於該校址。
2. 第二次遷校：1923年1月6日三年級以上學生先行遷入新校址（現在員林國宅）就讀。
3. 第三次遷校：1946年9月15日，台中縣政府借用本校，故遷移至現在國立員林崇實高級工業職業學校校舍上課。
4. 第四次遷校：1950年10月20日，台中縣政府遷移豐原，本校遷回原校址（現在員林國宅）上課。
5. 第五次遷校：1986年3月20日新校舍啟用，校址為員林市三民東街221號（現址）。